# Mustapha Raïfak
Mustapha Raïfak (né le 9 septembre 1975 à Montreuil) est un athlète français spécialiste du saut en hauteur. Il est licencié au CA Montreuil, club de sa ville natale.

## Palmarès
| Date | Compétition                    | Lieu    | Résultat | Marque |
| ---- | ------------------------------ | ------- | -------- | ------ |
| 1999 | Championnats de France         | Niort   | 1er      | 2,21 m |
| 2005 | Jeux de la Francophonie        | Niamey  | 1er      | 2,24 m |
| 2006 | Championnats du monde en salle | Moscou  | qual.    | 2,24 m |
| 2006 | Coupe du monde des nations     | Athènes | 7e       | 2,10 m |

### Records
| Épreuve         | Performance | Lieu                 | Date            |
| --------------- | ----------- | -------------------- | --------------- |
| Saut en hauteur | 2,28 m      | Toulouse (plein air) | 20 juillet 1997 |
| Saut en hauteur | 2,28 m      | Aubière (en salle)   | 26 février 2006 |